# Miloš Adamović
Miloš Adamović (ur. 19 czerwca 1988 w Šabacu) – serbski piłkarz występujący na pozycji defensywnego pomocnika.

## Kariera
Adamović jest wychowankiem OFK Beograd. Rozegrał w tym klubie 38 meczów, a w międzyczasie grał na wypożyczeniu w Palilulacu Belgrad i Dinamo Vranje. W 2010 roku przeszedł do mołdawskiego Sheriffa Tyraspol, z którego był wypożyczany do Polonii Warszawa i FK Taraz. Od 2012 roku był zawodnikiem kazachskiego Sungkaru. Na początku 2013 roku podpisał kontrakt z azerskim Rəvan Baku.

## Sukcesy

### Klub
- Divizia Națională

Mistrz (1): Sheriff Tyraspol (2010)
- Puchar Mołdawii

Mistrz (1): Sheriff Tyraspol (2010)